# Marc Vann
Marc Vann (* 23. August 1954 in Norfolk, Virginia) ist ein US-amerikanischer Schauspieler, der im deutschsprachigen Raum vor allem durch seine Rolle in der US-Erfolgsserie CSI: Den Tätern auf der Spur an Bekanntheit erlangte, in der er den ehemaligen Tagesschichtleiter Conrad Ecklie mimt, der im weiteren Verlauf der Serie zum stellvertretenden Direktor des CSI befördert wird.

## Leben
Der in Virginia aufgewachsene Marc Vann zeigte anfangs nur wenig Interesse an der (Theater-)Schauspielerei, fand aber durch einen Schauspiel-Workshop, den er während seines Studiums (MBA) besuchte, zur Schauspielerei. Dabei entschloss er sich sein Studium zu wechseln und studierte daraufhin „Tanz und Bewegung“. Zu seiner ersten Darstellung kam Vann in einem Diner Theater in Boulder, Colorado, wo er im Stück „West Side Story“ mitwirkte. Etwa zur selben Zeit heiratete er eine Schauspielerin mit dem Namen Maria und zog mit dieser nach Chicago, wo er regelmäßig in lokalen und regionalen Theaterproduktion auftrat.
Im Norden der USA trat er unter anderem im Victory Gardens Theater auf und kam zu Theaterauftritten für die Steppenwolf Theatre Company. Außerdem traf er im Goodman Theatre (Wisdom Bridge Theatre) im Chicagoer Downtown-Bezirk The Loop auf seinen späteren Schauspielkollegen William Petersen, mit dem er in einigen Stücken auftrat. Daneben folgten auch Auftritte mit anderen namhaften Schauspielern, wie zum Beispiel Harry J. Lennix, aber auch Auftritte unter der Regie einiger nennenswerter Regisseure, wie zum Beispiel John Malkovich, unter dessen Leitung er im Theaterstück „Hysteria“ den Künstler Salvador Dalí mimte. Weiters trat er in rund 20 verschiedenen Stücken des Chicagoer Center Theater Ensemble auf und entschloss sich nach einigen Jahren als Theaterschauspieler, einem anderen Zweig der Schauspielerei zu widmen. Seine größten Erfolge im Theaterschauspiel waren unter anderem seine Rollen in „Der große Gatsby“ oder „As I Lay Dying“.
Nachdem er seine Theaterkarriere beendet hatte, zog er nach Los Angeles und begann dort eine Karriere als Fernsehschauspieler. Seine ersten Auftritte hatte er dann im Jahre 1996 im Alter von 42 Jahren, als er in drei Folgen der US-Fernsehserie Allein gegen die Zukunft zu sehen war; dabei unter anderem in der allerersten Folge der Serie. Gleich im Folgejahr hatte er seinen ersten Filmauftritt, als er im Filmdrama Harlem, N.Y.C. – Der Preis der Macht eine eher unwesentliche Rolle innehatte. Danach kam er bis zur Jahrtausendwende zu einigen Nebenrollen in Blockbustern wie Auf der Jagd oder Payback – Zahltag, aber auch zu vereinzelten Kurzauftritten in Fernsehserien.
Ab dem Jahre 2000 trat er schließlich in der Erfolgsserie CSI: Den Tätern auf der Spur auf und war dabei bereits in der siebenten von aktuell (April 2010) 224 Episoden zum ersten Mal zu sehen. In der Serie mimte er anfangs den Tagesschichtleiter Conrad Ecklie, der im Laufe der Serie zum stellvertretenden Direktor des CSI befördert wird und mit Fortdauer schließlich das CSI-Team verlässt, um eine Stelle als Undersheriff beim Los Angeles Police Departement (LAPD) anzunehmen. 
Seit der Jahrtausendwende kam Vann in einer Vielzahl von erfolgreichen Fernsehserien und Sitcoms zum Einsatz, bei denen er in New York Cops – NYPD Blue (2 Folgen; 2000 und 2004), Monk (2 Folgen; 2003 und 2009), Angel – Jäger der Finsternis (3 Folgen; 2003–2004), Practice – Die Anwälte (2 Folgen; 2004), Boston Legal (2 Folgen; 2005 und 2006) und Lost (4 Folgen; 2008) am häufigsten zu sehen war. Doch neben der Vielzahl an Auftritten in erfolgreichen Fernsehserien, kam Vann auch zu einer Reihe von Kurzauftritten und Nebenrollen in Filmen. Zudem war ab dem Jahre 2002 in einigen weniger bedeutsamen Kurzfilmen zu sehen.

## Filmografie als Darsteller

### Serien- und Filmauftritte (auch Kurzauftritte)
- 1997: Harlem, N.Y.C. – Der Preis der Macht (Hoodlum)
- 1998: Auf der Jagd (U.S. Marshals)
- 1998: Dümmer geht’s immer (Alternativtitel: Ein total verrücktes Klassentreffen) (Since You've Been Gone)
- 1999: Payback – Zahltag (Payback)
- 2000: Stranger Inside
- 2001: When Billie Beat Bobby
- 2001: The Forsaken – Die Nacht ist gierig (The Forsaken)
- 2001: Ghost World
- 2001: Geraubte Kindheit (Just Ask My Children)
- 2002: Flying
- 2005: In Memory of My Father
- 2005: A Thousand Beautiful Things
- 2006: The Drop
- 2006: Extreme Walking
- 2006: Damages
- 2006: Art School Confidential
- 2007: Spider-Man 3
- 2007: Chuck und Larry – Wie Feuer und Flamme (I Now Pronounce You Chuck & Larry)
- 2008: Man Maid
- 2009: Captain Cook’s Extraordinary Atlas
- 2000–2015: CSI: Den Tätern auf der Spur (CSI: Crime Scene Investigation) (67 Folgen)

### Gast- und Kurzauftritte in Serien
- 1996: Allein gegen die Zukunft (Early Edition) (3 Folgen)
- 1998: Amor – Mitten ins Herz (Cupid) (1 Folge)
- 1999: Seven Days – Das Tor zur Zeit (Seven Days) (1 Folge)
- 2000: Malcolm mittendrin (Malcolm in the Middle) (1 Folge)
- 2000: Für alle Fälle Amy (Judging Amy) (1 Folge)
- 2000–2004: New York Cops – NYPD Blue (NYPD Blue) (2 Folgen)
- 2001: Kate Brasher (1 Folge)
- 2002: JAG – Im Auftrag der Ehre (JAG) (1 Folge)
- 2002: The Guardian – Retter mit Herz (The Guardian) (1 Folge)
- 2002: Frasier (1 Folge)
- 2003–2009: Monk (2 Folgen)
- 2003: The Shield – Gesetz der Gewalt (1 Folge)
- 2003: Polizeibericht Los Angeles (Dragnet) (1 Folge)
- 2003: Karen Sisco (1 Folge)
- 2003–2004: Angel – Jäger der Finsternis (Angel) (3 Folgen)
- 2004: Practice – Die Anwälte (The Practice) (2 Folgen)
- 2004: Crossing Jordan – Pathologin mit Profil (Crossing Jordan) (1 Folge)
- 2005–2006: Boston Legal (2 Folgen)
- 2006: O.C., California (The O.C.) (1 Folge)
- 2006: Standoff (1 Folge)
- 2007: Dirt (1 Folge)
- 2007: Navy CIS (Navy NCIS: Naval Criminal Investigative Service) (1 Folge)
- 2007: Grey’s Anatomy (1 Folge)
- 2007: Without a Trace – Spurlos verschwunden (Without a Trace) (1 Folge)
- 2007: The Riches (1 Folge)
- 2007: Women’s Murder Club (1 Folge)
- 2007–2015: Criminal Minds (2 Folgen)
- 2008: Eli Stone (1 Folge)
- 2008: Lost (4 Folgen)
- 2009: Lie to Me (1 Folge)
- 2010: Medium – Nichts bleibt verborgen (Medium) (1 Folge)
- 2011: Torchwood (2 Folgen)
- 2012: Modern Family (1 Folge)